# Kościół Santa Maria del Rosario w Wenecji
Kościół Santa Maria del Rosario w Wenecji (pol. kościół Matki Bożej Różańcowej, zwany potocznie chiesa dei Gesuati – kościołem Jezuatów) – rzymskokatolicki kościół w Wenecji (dzielnica (sestiere) Dorsoduro). 
Jest kościołem parafialnym parafii Santa Maria del Rosario w Patriarchacie Wenecji. 
Został zbudowany w latach 1726–1735 na zlecenie dominikanów obok małego kościoła Santa Maria della Visitazione, który stał się zbyt mały, aby pomieścić rzesze wiernych. Dominikanie przejęli kościół zgromadzenia jezuatów (stąd jego nazwa) po kasacji zakonu w 1668 roku. Nowo zbudowany kościół stanowi dziś, wraz z przyległym klasztorem, najbardziej znaczący przykład architektury weneckiej XVIII wieku.

## Historia
W 1392 roku w Wenecji osiedlili się zakonnicy pochodzącego ze Sieny zgromadzenia jezuatów, założonego przez Jana Colombiniego. W 1423 roku zbudowali oni kaplicę i klasztor pod wezwaniem św. Hieronima (wcześniej użytkowali pobliski kościół Sant'Agnese). Budowę kościoła i klasztoru rozpoczęli w 1494 roku, a konsekrowali w roku 1524 dedykując go Nawiedzeniu Najświętszej Maryi Panny. Zakon jezuatów został zniesiony w 1668 roku, a w 1669 roku dominikanie kupili ich teren zlecając następnie Giorgio Massariemu zaprojektowanie nowego, znacznie większego kościoła, położonego na wschód od dotychczasowej świątyni. Prace budowlane rozpoczęły się w 1726 roku, a skończyły w 1735 roku. Kościół Santa Maria della Visitazione Massari przebudował na bibliotekę. Gdy w 1815 roku zakon dominikanów został zniesiony, nowy kościół stał się kościołem parafialnym, przejmując rolę zlikwidowanych w pobliżu kościołów San Vio i San Gregorio. W klasztorze, położonym na lewo od kościoła, założono sierociniec. Obecnie mieści się w nim Instytut im. Ojca Orione (Centro Culturale Don Orione Artigianelli). 

## Architektura

### Wygląd zewnętrzny

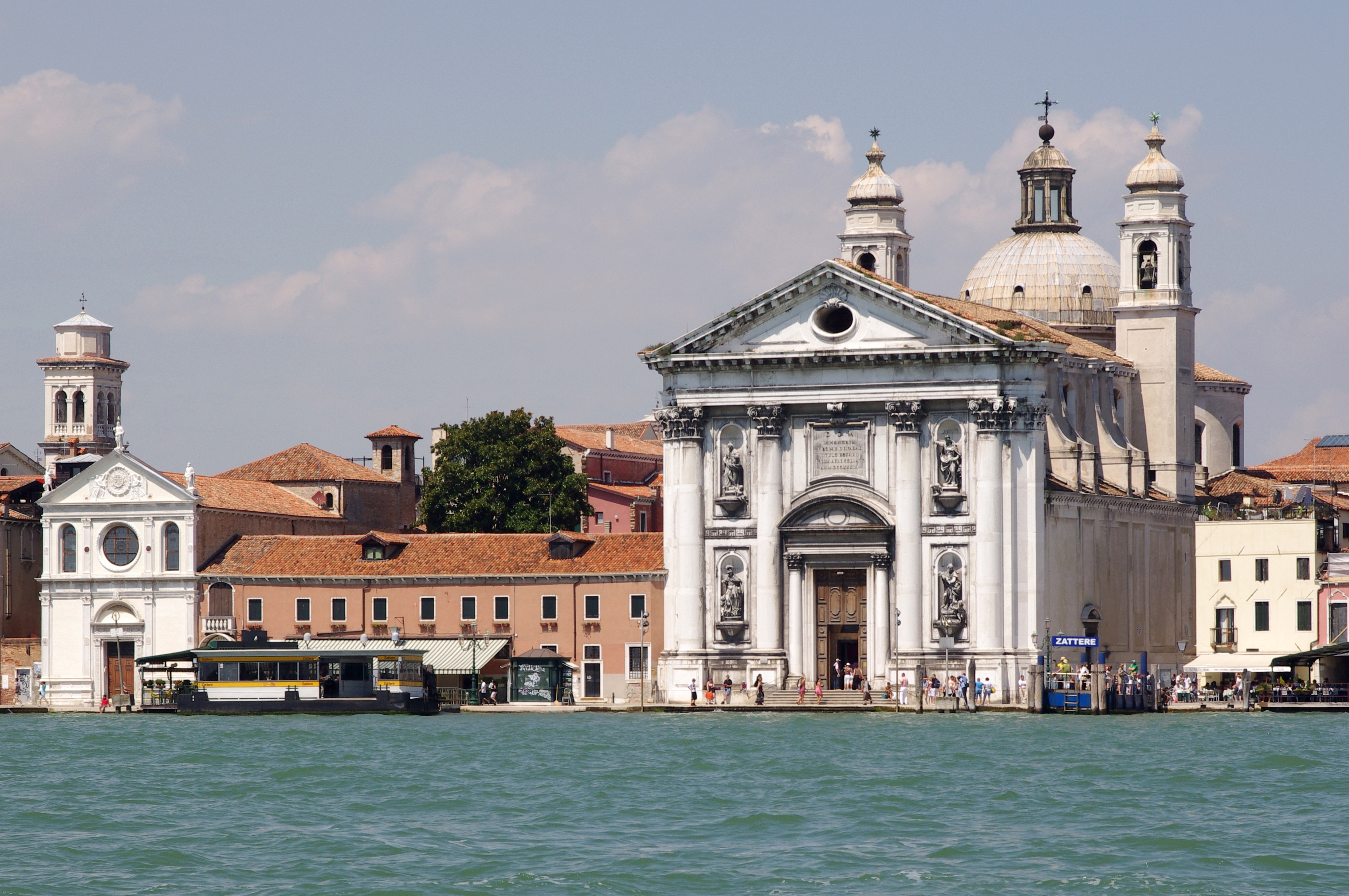
Kompleks kościelno-klasztorny jezuatów i dominikanów: po lewej – kościół Santa Maria della Visitazione, po prawej – kościół Santa Maria del Rosario, a pomiędzy nimi – klasztor

Trzyczęściowa fasada, rozczłonkowana kolumnami w porządku korynckim nawiązuje do stylu palladiańskiego, widocznego również w rozplanowaniu kościoła (prezbiterium z podwójną apsydą i boczne kaplice). W niszach fasady (będącej cięższym i bardziej teatralnym odbiciem fasady położonego naprzeciwko kościoła Il Redentore) znajdują się duże rzeźby przedstawiające cztery cnoty. W ścianie bocznej kościoła jest kamienny relief przedstawiający martwego Chrystusa wspieranego przez dwóch aniołów (przypuszczalnie pochodzący z kościoła Santa Maria della Visitazione). Jedna z bliźniaczych wież (wysokich na 21 m) pełni funkcję dzwonnicy.

### Wnętrze
Giorgio Massari zaprojektował również wnętrze, współpracując przy jego realizacji z dwoma wielkimi artystami epoki, Giovannim Marią Morlaiterem i Giovannim Battistą Tiepolem. Wnętrze, podobnie jak fasada, wzorowana jest na kościele Il Redentore. Składa się z jednej nawy z sześcioma bocznymi kaplicami, po trzy z każdej strony. Ściany i wystrój utrzymane są tonacji jasnoszarej, przybierającej ciemniejszy odcień pod ślepą kopułą nad prezbiterium. 

#### Wystrój malarski
Spośród dzieł Tiepola wyróżnia się misterny ołtarz w pierwszej kaplicy po prawej, przedstawiający Madonnę i trzy święte. Sklepienie nawy pokrywa wyjątkowo piękny fresk Tiepola, składający się z trzech części: Objawienie Matki Bożej Świętemu Dominikowi, Ustanowienie Różańca i Chwała Świętego Dominika. Również pozostałe dzieła znajdujące się w kościele zaliczają się do szczytowych osiągnięć sztuki weneckiej tego okresu. Należy do nich też obraz ołtarzowy Tintoretta Ukrzyżowanie, pochodzący z sąsiedniego kościoła i odrestaurowany przez Giovanniego Battistę Piazzettę z okazji przeniesienia go do nowego kościoła.

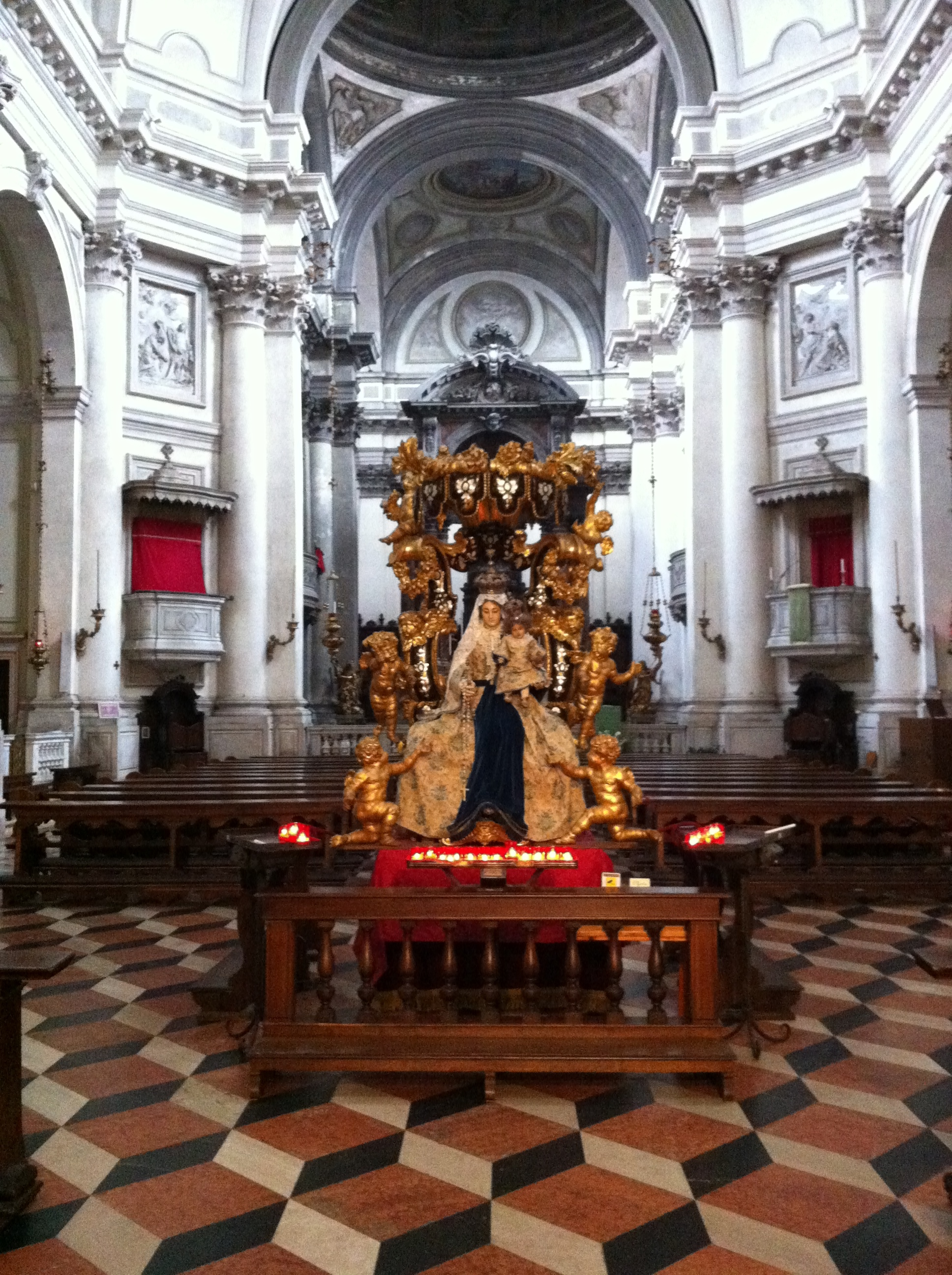
Figura Matki Bożej
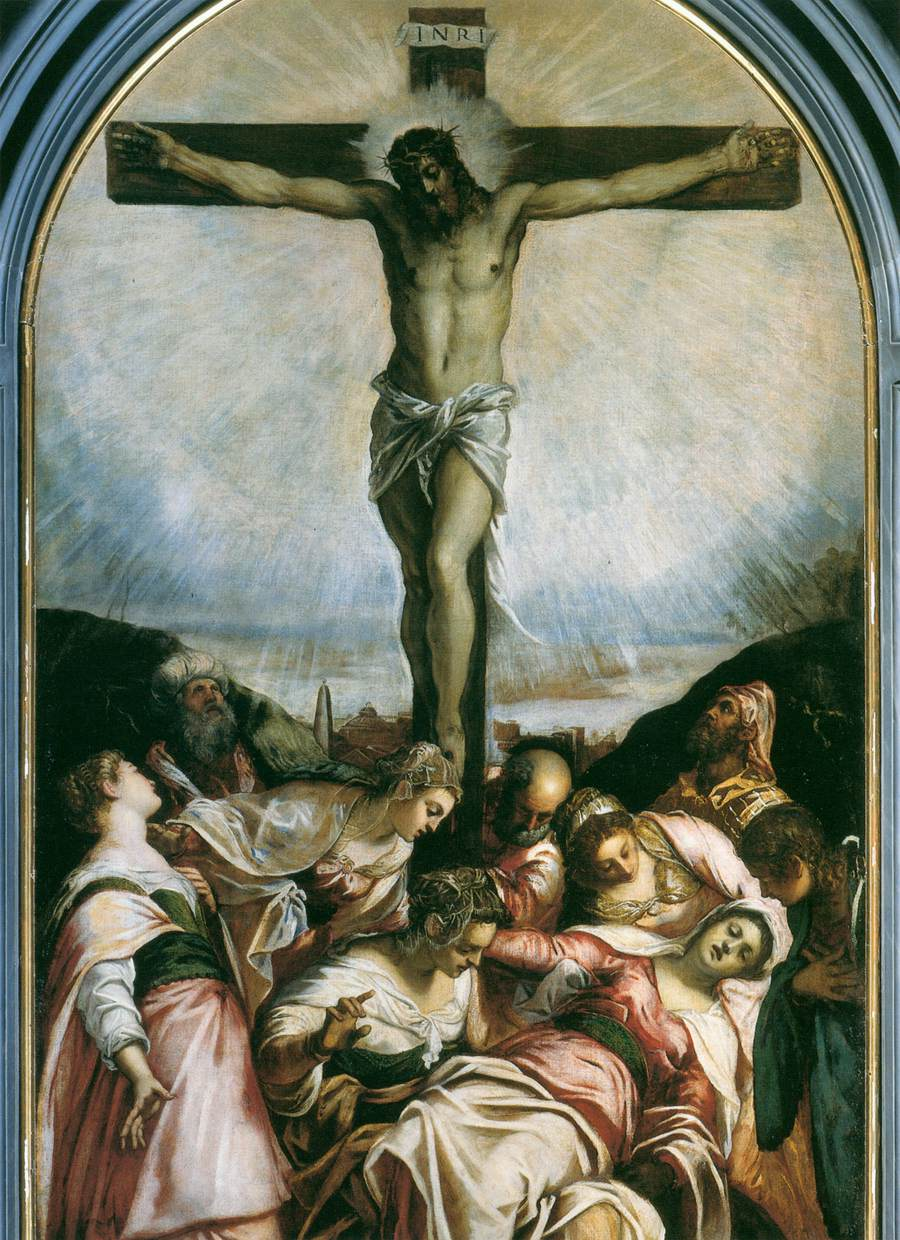
Jacopo Tintoretto, Ukrzyżowanie, ok. 1560
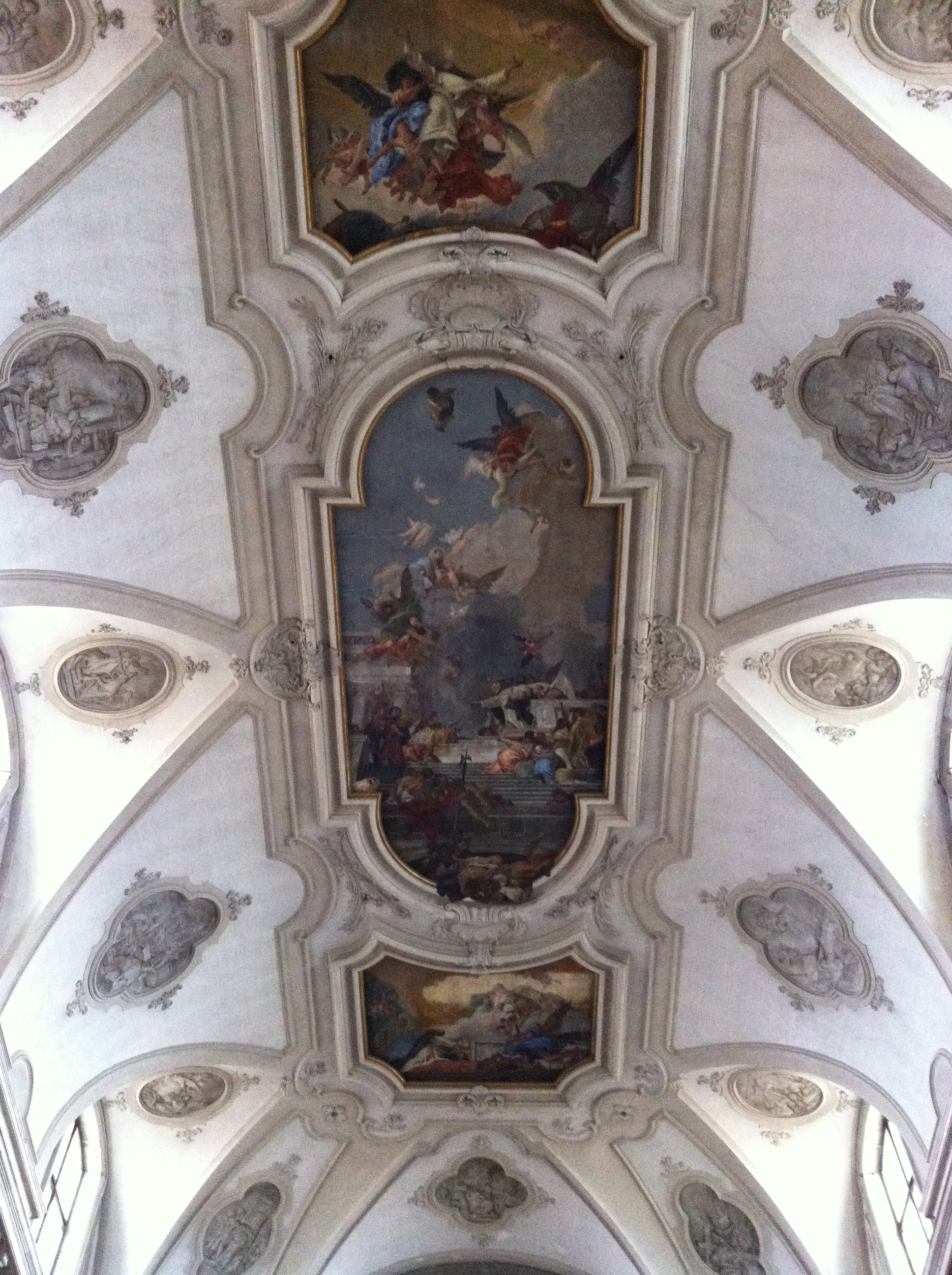
Giovanni Battista Tiepolo – freski na sklepieniu nawy
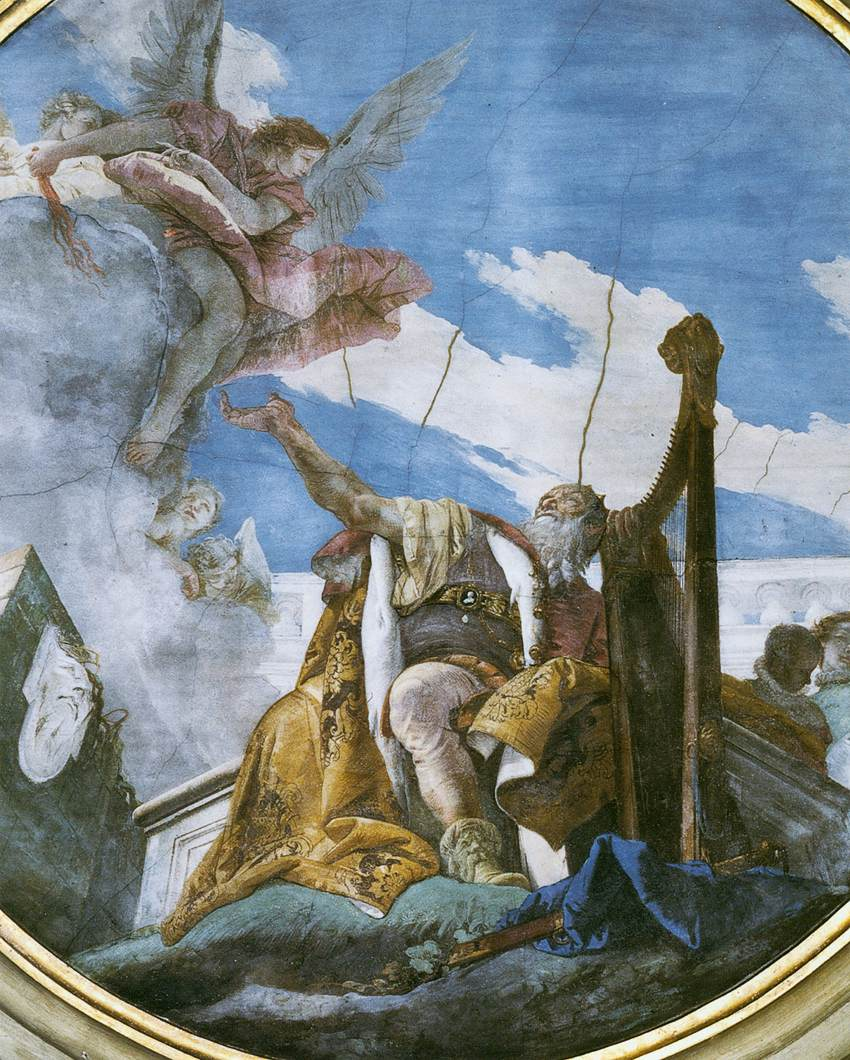
Giovanni Battista Tiepolo – Król Dawid grający na harfie, 1737–1739

#### Wystrój rzeźbiarski
Rzeźby zdobiące wnętrze są dziełem Morlaitera; przedstawiają postacie ze Starego i Nowego Testamentu. Do tych pierwszych należą: Mojżesz (1748–1750), Aaron (1750–1751), Abraham (1754) i Melchizedek (1755), te drugie natomiast reprezentują: Święty Paweł (1743) i Święty Piotr (1744). Wszystkie posągi z tej serii zostały umieszczone w niszach, na typowo rokokowej podstawie w kształcie konoidy, ujętej w dwie woluty wsparte na modylionie (elemencie architektonicznym typowym dla porządku korynckiego, z którego wyrastają gałązki palmowe. Kolekcję uzupełniają płaskorzeźby, umieszczone na ścianach: Jezus objawiający się Świętej Marii Magdalenie (1743), Samarytanka przy studni (1744), Chrzest Chrystusa (1746), Jezus ukazuje się Niewiernemu Tomaszowi (1747), Sadzawka Owcza (1748–1750) i Święty Piotr uratowany z wody (1755).

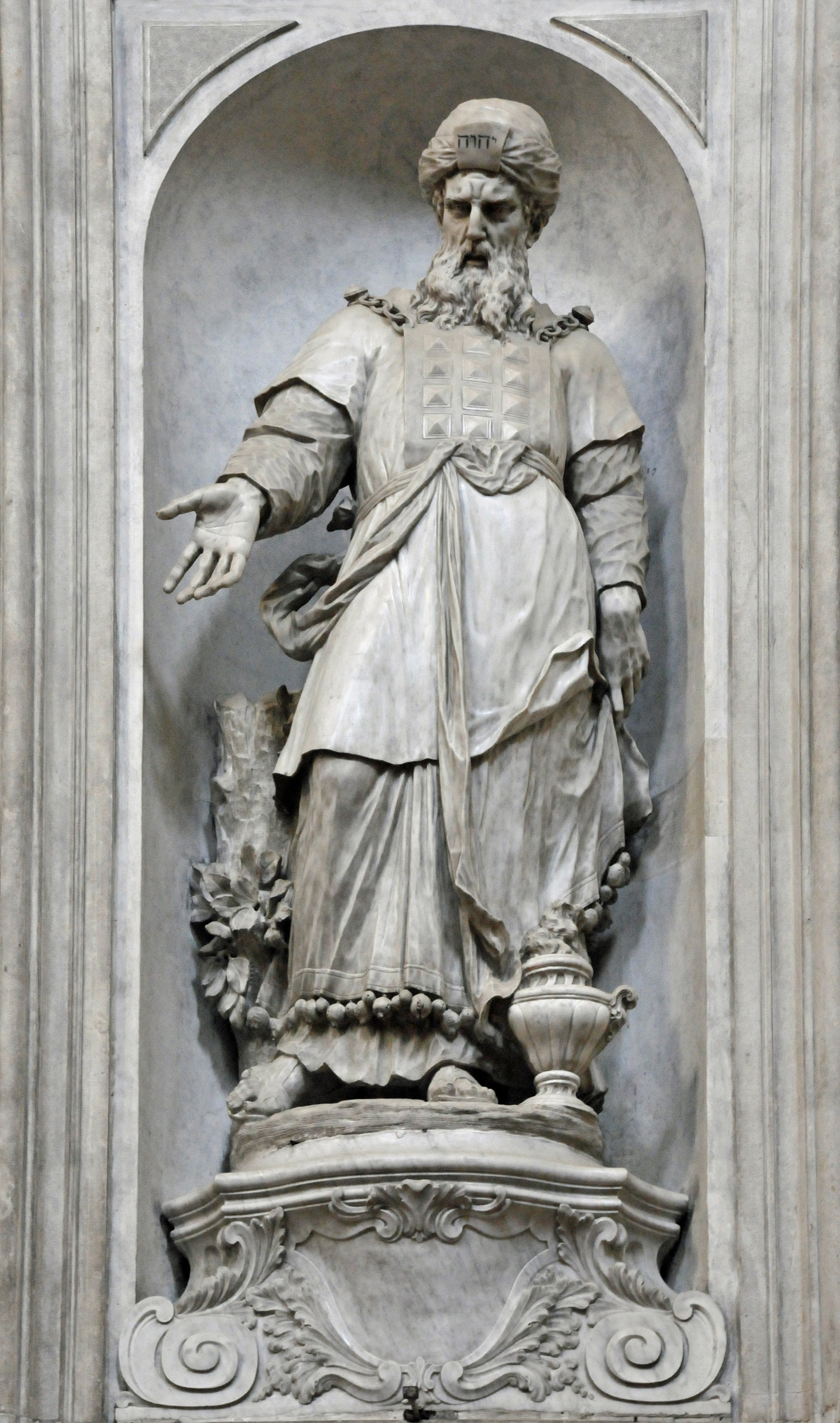
Aaron
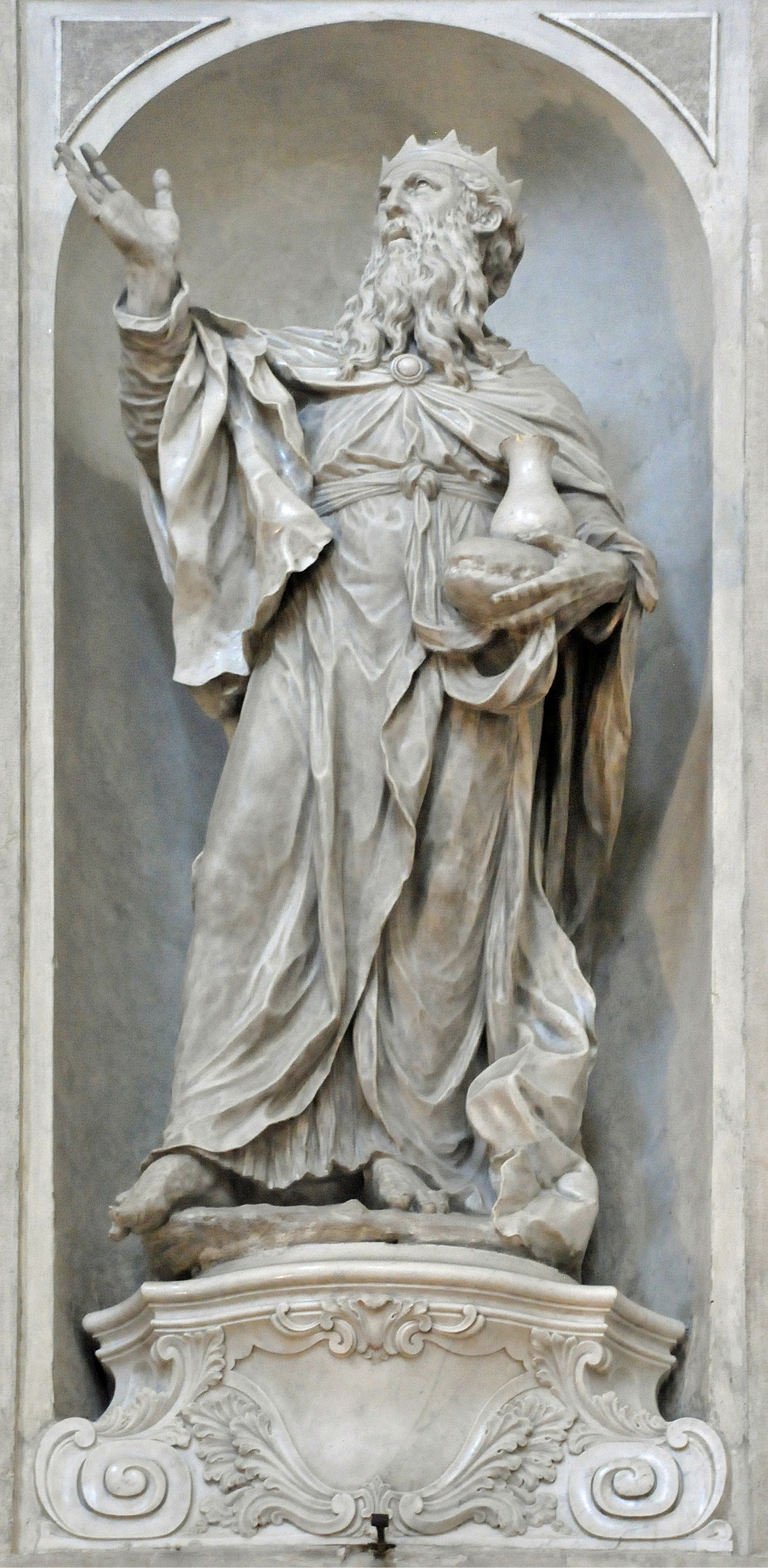
Melchizedek
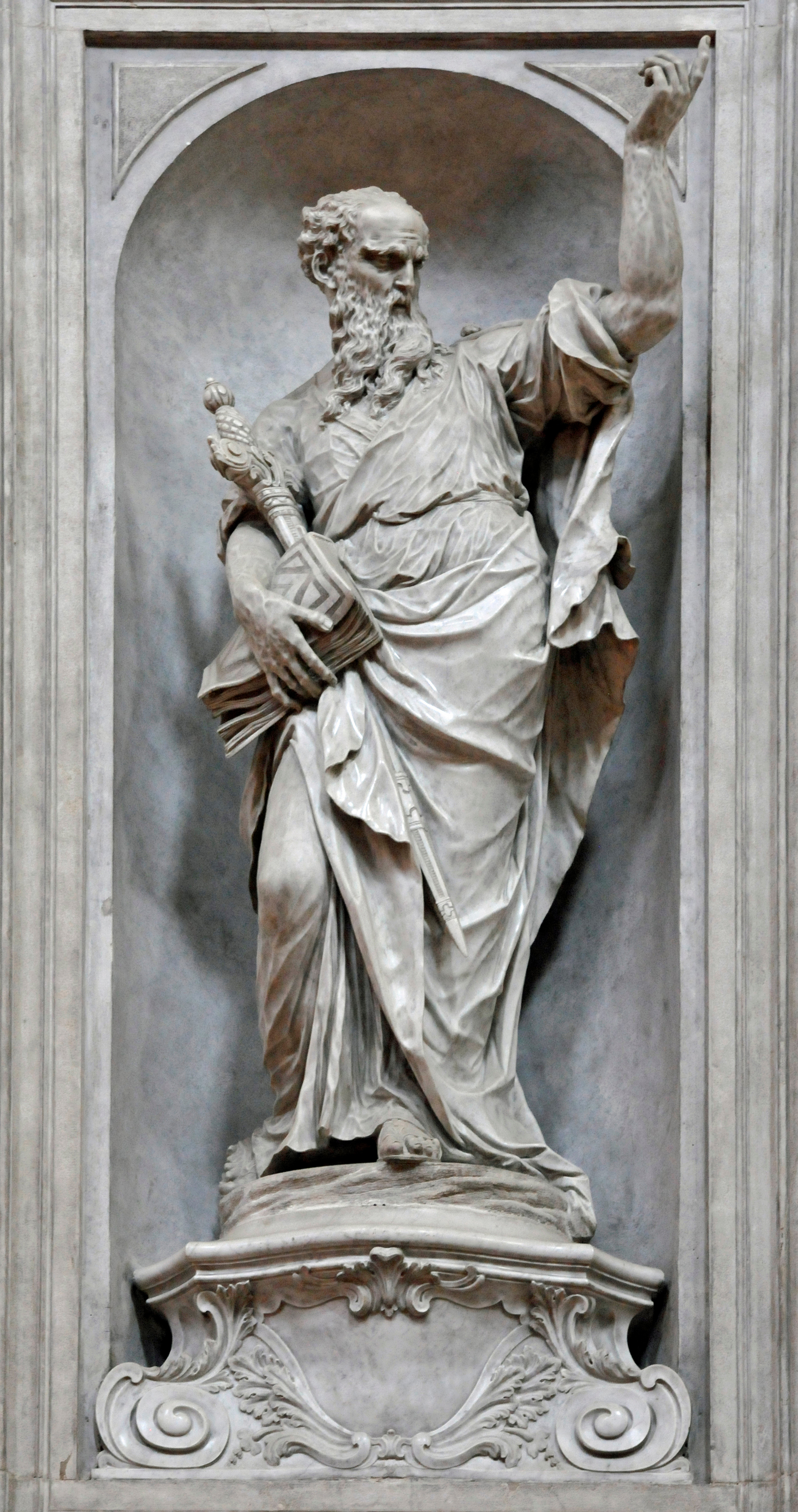
Święty Paweł
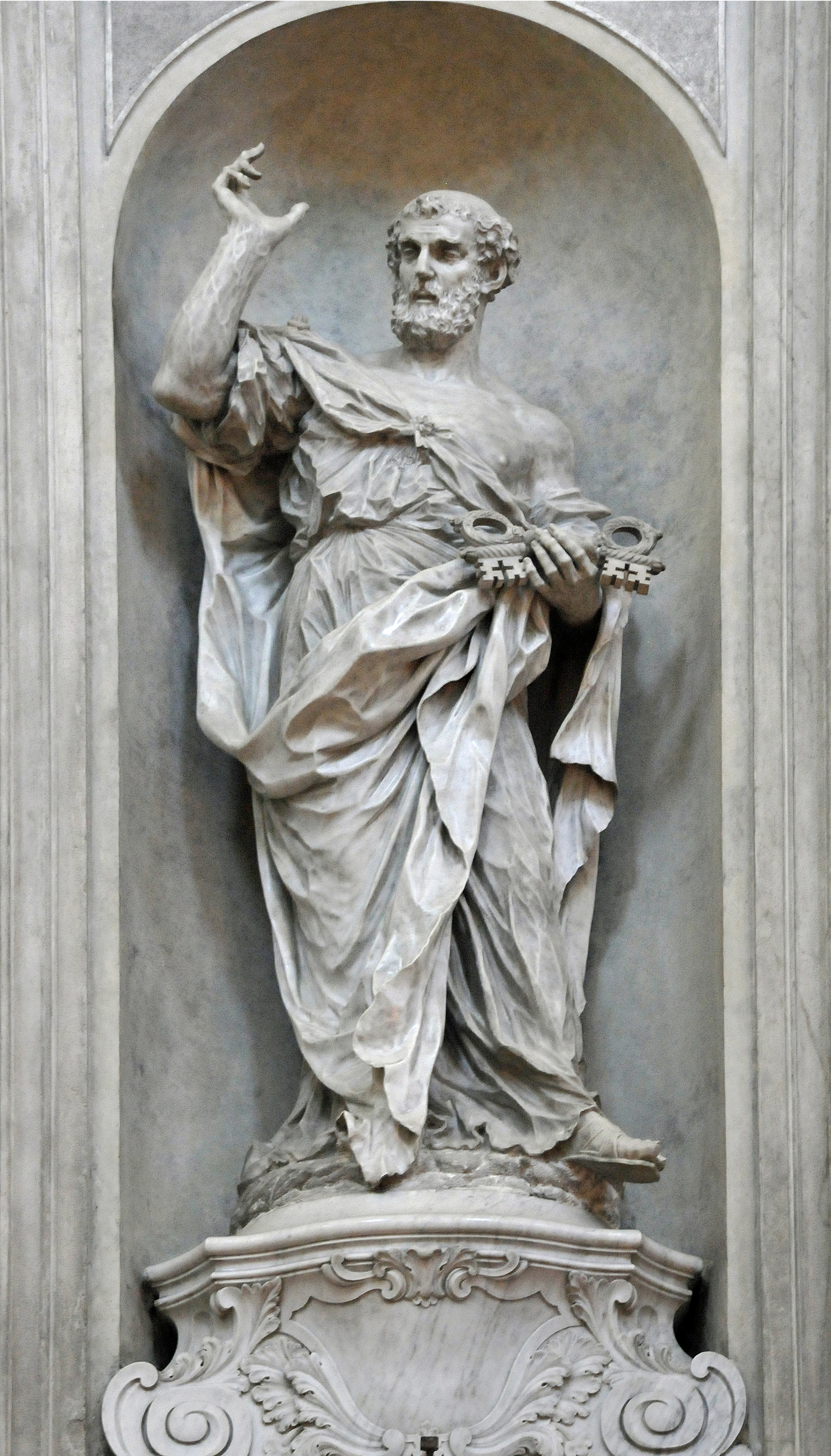
Święty Piotr

#### Organy
Organy zbudował Bazzani w 1856 roku. Posiadają one 29 głosów.